# Hyposcada
Genre
Hyposcada est un genre de papillons de la famille des Nymphalidae et de la sous-famille des Danainae de la tribu des Ithomiini, sous tribu des Oleriina.

## Historique et  dénomination
- Le genre  Hyposcada a été décrit par les naturalistes britanniques Frederick DuCane Godman et Osbert Salvin en 1879 [1].
- L'espèce type pour le genre est Hyposcada virginiana.

## Taxinomie
Liste des espèces 
- Hyposcada anchiala (Hewitson, 1868)
- Hyposcada attilodes
- Hyposcada illinissa (Hewitson, 1851)
- Hyposcada schausi Fox, 1941
- Hyposcada taliata (Hewitson, 1874)
- Hyposcada virginiana (Hewitson, 1856)
- Hyposcada zarepha (Hewitson, 1869).

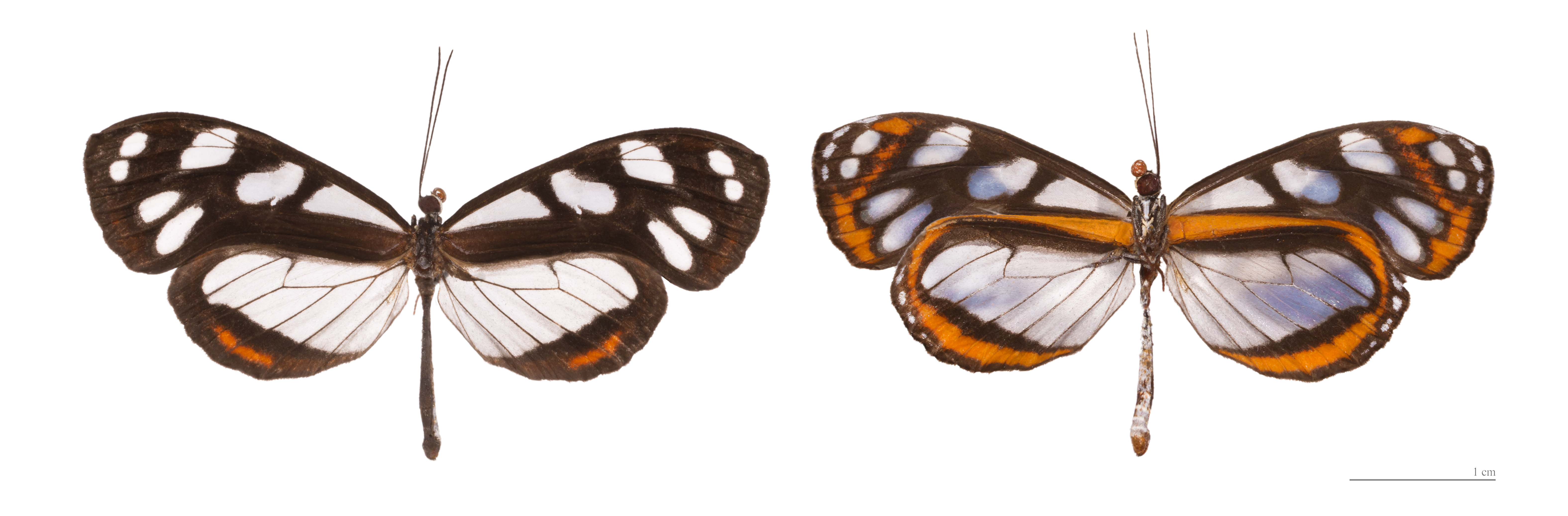
Hyposcada illinissa - MHNT

## Répartition
Ils qui résident en Amérique Centrale et Amérique du Sud.